# Syntaxis (informatica)
Syntaxis (ook wel grammatica genoemd) is een term uit de informatica. Voor een programmeertaal is de syntaxis de "taalregels" van het programmeren. Onder taalregels verstaan we de codes die een programmeertaal hanteert. Een veel voorkomende foutmelding, die aangeeft dat een interpreter of compiler de code van een regel niet begrijpt, is de syntax error.
Een voorbeeld om te verduidelijken:
XML (Extensible Markup Language) is een opmaaktaal die de regel hanteert dat elke zelfgemaakte start-tag bijvoorbeeld <naam> een eind-tag </naam> moet bevatten. Als we nu de fout maken door een eind-tag te vergeten zal een programma (XML-parser) de XML-syntaxis controleren en het als fout rapporteren.
Om een syntaxis te specificeren wordt meestal de BNF-notatie gebruikt.